# Blyzniouky
Blizniouki
Blyzniouky (ukrainien : Близнюки) ou Blizniouki (russe : Близнюки), littéralement « les jumeaux », est une commune urbaine de l'oblast de Kharkiv, en Ukraine. Elle dépend administrativement du raïon de Lozova, et compte 3 557 habitants en 2021.

## Géographie
La commune urbaine de Blyzniouky se situe à 6 kilomètres au sud de la rivière Bytaï, appartenant au bassin versant du Donets, puis du fleuve Don, et à 2 kilomètres au nord-ouest de la rivière Ternivka, affluente de la rivière Samara, dans le bassin hydrographique du fleuve Dniepr. La commune se situe donc près de la ligne de partage des eaux entre les bassins fluviaux du Don et du Dniepr.